# Иверсен, Оле
Оле Иверсен (норв. Ole Iversen; 21 февраля 1884, Сарпсборг — 9 марта 1953, Сарпсборг) — норвежский гимнаст, серебряный призёр летних Олимпийских игр 1908 года.
На Играх 1908 года в Лондоне Иверсен участвовал в командном первенстве, в котором его сборная заняла второе место. Он также соревновался в индивидуальном состязании, но его точное место и результат не известны.